# گیولا دوبای
گیولا دوبای (به انگلیسی: Gyula Dobay) (زادهٔ ۱۸ نوامبر ۱۹۳۷) شناگر اهل مجارستان است.